# Liophidium maintikibo
Liophidium maintikibo — вид змій родини Pseudoxyrhophiidae. Ендемік Мадагаскару.

## Поширення і екологія
Liophidium maintikibo мешкають в Національному парку Кірінді та в заповіднику Андраномена на заході острова Мадагаскару. Вони живуть в сухих тропічних лісах, на висоті до 300 м над рівнем моря.